# 2018-as U17-es női labdarúgó-világbajnokság
A 2018-as U17-es női labdarúgó-világbajnokság az hatodik ilyen jellegű labdarúgó-vb volt. A világbajnokságot 16 válogatott részvételével november 13. és december 1. között rendezték Uruguayban. A spanyol válogatott nyerte meg a világbajnokságot, miután a döntőben 2–1-re legyőzte Mexikót. A bronzmérkőzésen Új-Zéland 2–1-re nyert Kanada ellen. A csapat ezzel történelmet írt, az utánpótlásban 1999 óta az első óceániai együttes, amely érmet szerzett.

## Helyszínek
| Colonia del Sacramento                      | Maldonado                | Montevideo       |
| Estadio Profesor Alberto Suppici            | Estadio Domingo Burgueño | Estadio Charrúa  |
| Férőhely: 6,500                             | Férőhely: 22,000         | Férőhely: 14,000 |
|                                             |                          |                  |
| Colonia del Sacramento Maldonado Montevideo |                          |                  |

## Csoportkör
A sorrend meghatározása
A csapatokat a pontok száma alapján rangsorolták (3 pont egy győzelem, 1 pont egy döntetlen, 0 pont egy vereség).
A világbajnokság csoportjaiban ha két vagy több csapat a csoportmérkőzések után azonos pontszámmal állt, a következő pontok alapján kellett megállapítani a sorrendet (a versenyszabályzat 17.01. és 17.02. pontja alapján):
1. több szerzett pont az azonosan álló csapatok között lejátszott mérkőzéseken
2. jobb gólkülönbség az azonosan álló csapatok között lejátszott mérkőzéseken (ha kettőnél több csapat áll azonos pontszámmal)
3. több szerzett gól az azonosan álló csapatok között lejátszott mérkőzéseken (ha kettőnél több csapat áll azonos pontszámmal)
4. Ha a felsorolt első három pont alapján két, vagy több csapat még mindig holtversenyben állt, akkor az első három pontot mindaddig alkalmazni kellett, ameddig nem volt eldönthető a sorrend. Ha a sorrend nem dönthető el, akkor az 5–9. pontok alapján állapították meg a sorrendet
5. jobb gólkülönbség az összes csoportmérkőzésen
6. több szerzett gól az összes csoportmérkőzésen
7. ha két csapat a felsorolt első hat pont alapján holtversenyben állt úgy, hogy az utolsó csoportmérkőzést egymás ellen játszották (azaz az utolsó csoportmérkőzés, amelyet egymás ellen lejátszottak, döntetlen lett, és a pontszámuk, összesített gólkülönbségük, az összes szerzett góljuk száma is azonos) és nincs harmadik csapat, amely velük azonos pontszámmal állt, akkor közöttük büntetőrúgások döntöttek a sorrendről.
8. kevesebb büntetőpont, amely a sárga és piros lapok számán alapul (piros lap = 4 pont, sárga lap = 1 pont, egy mérkőzésen két sárga lap és kiállítás = 5 pont);
9. jobb koefficines a selejtező sorsolásakor;
10. sorsolás

Minden időpont uruguayi idő szerinti UYT (UTC−3).
| Jelmagyarázat                                                                   |
| ------------------------------------------------------------------------------- |
| A csoportok első és második helyezettje bejutott az egyenes kieséses szakaszba. |
| A csoportok harmadik és negyedik helyezettje kiesett.                           |

### A csoport
| Hely. | Csapat      | M | Gy | D | V | G+ | G– | Gk | P | Továbbjutás              |
| ----- | ----------- | - | -- | - | - | -- | -- | -- | - | ------------------------ |
| 1.    | Ghána       | 3 | 3  | 0 | 0 | 10 | 1  | +9 | 9 | Egyenes kieséses szakasz |
| 2.    | Új-Zéland   | 3 | 2  | 0 | 1 | 3  | 3  | 0  | 6 | Egyenes kieséses szakasz |
| 3.    | Finnország  | 3 | 0  | 1 | 2 | 2  | 5  | −3 | 1 |                          |
| 4.    | Uruguay (H) | 3 | 0  | 1 | 2 | 2  | 8  | −6 | 1 |                          |

| 2018. november 13. 16:00 |

| Új-Zéland | 1–0               | Finnország |
| --------- | ----------------- | ---------- |
| Brown 41' | (1–0) Jegyzőkönyv |            |

| Estadio Charrúa, Montevideo Nézőszám: 1385 Játékvezető: Yoshimi Yamashita (japán) |

| 2018. november 13. 19:00 |

| Uruguay | 0–5               | Ghána                                       |
| ------- | ----------------- | ------------------------------------------- |
|         | (0–2) Jegyzőkönyv | Mumuni 20' Abdulai 25' 78' 90+1' Pokuaa 66' |

| Estadio Charrúa, Montevideo Nézőszám: 9 657 Játékvezető: Lucila Venegas (mexikói) |

| 2018. november 16. 16:00 |

| Finnország   | 1–3               | Ghána                           |
| ------------ | ----------------- | ------------------------------- |
| Kantanen 75' | (0–2) Jegyzőkönyv | Pokuaa 6' Abdulai 13' Grace 86' |

| Estadio Charrúa, Montevideo Nézőszám: 858 Játékvezető: Laura Fortunato (argentin) |

| 2018. november 16. 19:00 |

| Uruguay   | 1–2               | Új-Zéland               |
| --------- | ----------------- | ----------------------- |
| Aquino 8' | (1–2) Jegyzőkönyv | Wisnewski 26' Brown 36' |

| Estadio Charrúa, Montevideo Nézőszám: 4 619 Játékvezető: Salima Mukansanga (ruandai) |

| 2018. november 20. 17:00 |

| Finnország   | 1–1               | Uruguay     |
| ------------ | ----------------- | ----------- |
| Vuorinen 51' | (0–0) Jegyzőkönyv | Pizarro 79' |

| Estadio Domingo Burgueño, Maldonado Nézőszám: 2 093 Játékvezető: Casey Reibelt (ausztrál) |

| 2018. november 20. 17:00 |

| Ghána           | 2–0               | Új-Zéland |
| --------------- | ----------------- | --------- |
| Abdulai 61' 89' | (0–0) Jegyzőkönyv |           |

| Estadio Charrúa, Montevideo Nézőszám: 359 Játékvezető: Sara Persson (svéd) |

### B csoport
| Hely. | Csapat                  | M | Gy | D | V | G+ | G– | Gk | P | Továbbjutás              |
| ----- | ----------------------- | - | -- | - | - | -- | -- | -- | - | ------------------------ |
| 1.    | Japán                   | 3 | 1  | 2 | 0 | 7  | 1  | +6 | 5 | Egyenes kieséses szakasz |
| 2.    | Mexikó                  | 3 | 1  | 2 | 0 | 2  | 1  | +1 | 5 | Egyenes kieséses szakasz |
| 3.    | Brazília                | 3 | 1  | 1 | 1 | 4  | 2  | +2 | 4 |                          |
| 4.    | Dél-afrikai Köztársaság | 3 | 0  | 1 | 2 | 1  | 10 | −9 | 1 |                          |

| 2018. november 13. 14:00 |

| Brazília | 0–0               | Japán |
| -------- | ----------------- | ----- |
|          | (0–0) Jegyzőkönyv |       |

| Estadio Domingo Burgueño, Maldonado Nézőszám: 412 Játékvezető: Kulcsár Katalin (magyar) |

| 2018. november 13. 16:00 |

| Mexikó | 0–0               | Dél-afrikai Köztársaság |
| ------ | ----------------- | ----------------------- |
|        | (0–0) Jegyzőkönyv |                         |

| Estadio Domingo Burgueño, Maldonado Nézőszám: 592 Játékvezető: Maria Carvajal (chilei) |

| 2018. november 16. 14:00 |

| Japán                                                                     | 6–0               | Dél-afrikai Köztársaság |
| ------------------------------------------------------------------------- | ----------------- | ----------------------- |
| Oszava 4' 23' Tanaka 37' (11-esből) Itó 41' 55' (11-esből) Jamamoto 90+1' | (4–0) Jegyzőkönyv |                         |

| Estadio Domingo Burgueño, Maldonado Nézőszám: 392 Játékvezető: Marie-Soleil Beaudoin (kanadai) |

| 2018. november 16. 17:00 |

| Mexikó   | 1–0               | Brazília |
| -------- | ----------------- | -------- |
| Buso 43' | (1–0) Jegyzőkönyv |          |

| Estadio Domingo Burgueño, Maldonado Nézőszám: 677 Játékvezető: Sara Persson (svéd) |

| 2018. november 20. 14:00 |

| Japán        | 1–1               | Mexikó       |
| ------------ | ----------------- | ------------ |
| Kinosita 40' | (1–0) Jegyzőkönyv | González 63' |

| Estadio Domingo Burgueño, Maldonado Nézőszám: 572 Játékvezető: Salima Mukansanga (ruandai) |

| 2018. november 20. 14:00 |

| Dél-afrikai Köztársaság | 1–4               | Brazília                                                               |
| ----------------------- | ----------------- | ---------------------------------------------------------------------- |
| Vilakazi 53'            | (0–0) Jegyzőkönyv | Jheniffer 50' Júlia Daltoé 51' (11-esből) Amanda 54' Maria Eduarda 60' |

| Estadio Charrúa, Montevideo Nézőszám: 188 Játékvezető: Riem Hussein (német) |

### C csoport
| Hely. | Csapat           | M | Gy | D | V | G+ | G– | Gk | P | Továbbjutás              |
| ----- | ---------------- | - | -- | - | - | -- | -- | -- | - | ------------------------ |
| 1.    | Németország      | 3 | 2  | 0 | 1 | 8  | 2  | +6 | 6 | Egyenes kieséses szakasz |
| 2.    | Észak-Korea      | 3 | 2  | 0 | 1 | 6  | 5  | +1 | 6 | Egyenes kieséses szakasz |
| 3.    | Kamerun          | 3 | 1  | 0 | 2 | 2  | 5  | −3 | 3 |                          |
| 4.    | Egyesült Államok | 3 | 1  | 0 | 2 | 3  | 7  | −4 | 3 |                          |

| 2018. november 14. 14:00 |

| Egyesült Államok                       | 3–0               | Kamerun |
| -------------------------------------- | ----------------- | ------- |
| Fishel 22' Fontes 45+5' (11-esből) 81' | (2–0) Jegyzőkönyv |         |

| Estadio Profesor Alberto Suppici, Colonia del Sacramento Nézőszám: 593 Játékvezető: Casey Reibelt (ausztrál) |

| 2018. november 14. 16:00 |

| Észak-Korea    | 1–4               | Németország                            |
| -------------- | ----------------- | -------------------------------------- |
| Yun Ji-hwa 69' | (0–2) Jegyzőkönyv | Blümel 14' Corley 35' 70' Weidauer 84' |

| Estadio Profesor Alberto Suppici, Colonia del Sacramento Nézőszám: 743 Játékvezető: Anasztaszija Pusztovojtova (orosz) |

| 2018. november 17. 14:00 |

| Egyesült Államok | 0–3               | Észak-Korea                                        |
| ---------------- | ----------------- | -------------------------------------------------- |
|                  | (0–2) Jegyzőkönyv | Ri Kum-hyang 25' Kim Yun-ok 32' Kim Kyong-yong 52' |

| Estadio Profesor Alberto Suppici, Colonia del Sacramento Nézőszám: 573 Játékvezető: Kulcsár Katalin (magyar) |

| 2018. november 17. 17:00 |

| Németország | 0–1               | Kamerun    |
| ----------- | ----------------- | ---------- |
|             | (0–0) Jegyzőkönyv | Kameni 54' |

| Estadio Profesor Alberto Suppici, Colonia del Sacramento Nézőszám: 1227 Játékvezető: Lucila Venegas (mexikói) |

| 2018. november 21. 17:00 |

| Németország                               | 4–0               | Egyesült Államok |
| ----------------------------------------- | ----------------- | ---------------- |
| Fudalla 4' Martinez 32' 65' Donhauser 89' | (2–0) Jegyzőkönyv |                  |

| Estadio Charrúa, Montevideo Nézőszám: 518 Játékvezető: Laura Fortunato (argentin) |

| 2018. november 21. 17:00 |

| Kamerun   | 1–2               | Észak-Korea                     |
| --------- | ----------------- | ------------------------------- |
| Kameni 6' | (1–0) Jegyzőkönyv | Ko Kyong-hui 45' Ri Su-jong 75' |

| Estadio Profesor Alberto Suppici, Colonia del Sacramento Nézőszám: 527 Játékvezető: Marie-Soleil Beaudoin (kanadai) |

### D csoport
| Hely. | Csapat        | M | Gy | D | V | G+ | G– | Gk | P | Továbbjutás              |
| ----- | ------------- | - | -- | - | - | -- | -- | -- | - | ------------------------ |
| 1.    | Spanyolország | 3 | 2  | 1 | 0 | 10 | 1  | +9 | 7 | Egyenes kieséses szakasz |
| 2.    | Kanada        | 3 | 2  | 0 | 1 | 5  | 5  | 0  | 6 | Egyenes kieséses szakasz |
| 3.    | Kolumbia      | 3 | 0  | 2 | 1 | 2  | 5  | −3 | 2 |                          |
| 4.    | Dél-Korea     | 3 | 0  | 1 | 2 | 1  | 7  | −6 | 1 |                          |

| 2018. november 14. 16:00 |

| Dél-Korea | 0–4               | Spanyolország                          |
| --------- | ----------------- | -------------------------------------- |
|           | (0–1) Jegyzőkönyv | Navarro 17' Pina 51' 65' Hernández 59' |

| Estadio Charrúa, Montevideo Nézőszám: 259 Játékvezető: Ekaterina Koroleva (amerikai) |

| 2018. november 14. 19:00 |

| Kanada                                    | 3–0               | Kolumbia |
| ----------------------------------------- | ----------------- | -------- |
| Huitema 77' Williams 88' De Filippo 90+4' | (0–0) Jegyzőkönyv |          |

| Estadio Charrúa, Montevideo Nézőszám: 249 Játékvezető: Riem Hussein (német) |

| 2018. november 17. 16:00 |

| Dél-Korea | 0–2               | Kanada                     |
| --------- | ----------------- | -------------------------- |
|           | (0–0) Jegyzőkönyv | Huitema 59' Kazandjian 74' |

| Estadio Charrúa, Montevideo Nézőszám: 329 Játékvezető: Maria Carvajal (chilei) |

| 2018. november 17. 19:00 |

| Kolumbia    | 1–1               | Spanyolország |
| ----------- | ----------------- | ------------- |
| Robledo 53' | (0–0) Jegyzőkönyv | Okoye 52'     |

| Estadio Charrúa, Montevideo Nézőszám: 448 Játékvezető: Yoshimi Yamashita (japán) |

| 2018. november 21. 14:00 |

| Kolumbia      | 1–1               | Dél-Korea                 |
| ------------- | ----------------- | ------------------------- |
| Robledo 90+1' | (0–1) Jegyzőkönyv | Cho Mi-jin 14' (11-esből) |

| Estadio Profesor Alberto Suppici, Colonia del Sacramento Nézőszám: 472 Játékvezető: Sandra Braz (portugál) |

| 2018. november 21. 14:00 |

| Spanyolország                                    | 5–0               | Kanada |
| ------------------------------------------------ | ----------------- | ------ |
| Paralluelo 9' López 22' 50' Pina 25' Navarro 71' | (3–0) Jegyzőkönyv |        |

| Estadio Charrúa, Montevideo Nézőszám: 369 Játékvezető: Anasztaszija Pusztovojtova (orosz) |

## Egyenes kieséses szakasz
|  |              |               |               |               |   |               |               |             |               |               |               |       |       |
|  | Negyeddöntők | Negyeddöntők  | Negyeddöntők  |               |   | Elődöntők     | Elődöntők     | Elődöntők   |               |               | Döntő         | Döntő | Döntő |
|  | Negyeddöntők | Negyeddöntők  | Negyeddöntők  |               |   | Elődöntők     | Elődöntők     | Elődöntők   |               |               | Döntő         | Döntő | Döntő |
|  | november 25. |               |               |               |   |               |               |             |               |               |               |       |       |
|  |              |               |               |               |   |               |               |             |               |               |               |       |       |
|  | A1           | Ghána         | 2 (2)         |               |   |               |               |             |               |               |               |       |       |
|  | A1           | Ghána         | 2 (2)         | november 28.  |   |               |               |             |               |               |               |       |       |
|  | B2           | Mexikó        | 2 (4)         |               |   |               |               |             |               |               |               |       |       |
|  | B2           | Mexikó        | 2 (4)         |               |   | Mexikó        | Mexikó        | 1           |               |               |               |       |       |
|  | november 25. |               |               |               |   | Mexikó        | Mexikó        | 1           |               |               |               |       |       |
|  |              |               | Kanada        | Kanada        | 0 |               |               |             |               |               |               |       |       |
|  | C1           | Németország   | Kanada        | Kanada        | 0 | 0             |               |             |               |               |               |       |       |
|  | C1           | Németország   |               |               |   | 0             | december 1.   |             |               |               |               |       |       |
|  | D2           | Kanada        | 1             |               |   |               |               |             |               |               |               |       |       |
|  | D2           | Kanada        | 1             |               |   | Spanyolország | Spanyolország | 2           |               |               |               |       |       |
|  | november 24. |               |               |               |   | Spanyolország | Spanyolország | 2           |               |               |               |       |       |
|  |              |               | Mexikó        | Mexikó        | 1 |               |               |             |               |               |               |       |       |
|  | B1           | Japán         | Mexikó        | Mexikó        | 1 | 1 (3)         |               |             |               |               |               |       |       |
|  | B1           | Japán         | november 28.  |               |   | 1 (3)         |               |             |               |               |               |       |       |
|  | A2           | Új-Zéland     | 1 (4)         |               |   |               |               |             |               |               |               |       |       |
|  | A2           | Új-Zéland     | 1 (4)         |               |   | Új-Zéland     | Új-Zéland     | 0           | Bronzmérkőzés | Bronzmérkőzés | Bronzmérkőzés |       |       |
|  | november 24. |               |               |               |   | Új-Zéland     | Új-Zéland     | 0           | Bronzmérkőzés | Bronzmérkőzés | Bronzmérkőzés |       |       |
|  |              |               | Spanyolország | Spanyolország | 2 |               |               | december 1. | december 1.   | december 1.   |               |       |       |
|  | D1           | Spanyolország | Spanyolország | Spanyolország | 2 | 1 (3)         |               | december 1. | december 1.   | december 1.   |               |       |       |
|  | D1           | Spanyolország |               |               |   |               |               | Új-Zéland   | Új-Zéland     | 2             |               |       |       |
|  | C2           | Észak-Korea   | 1 (1)         |               |   |               |               | Új-Zéland   | Új-Zéland     | 2             |               |       |       |
|  | C2           | Észak-Korea   | 1 (1)         |               |   | Kanada        | Kanada        | 1           |               |               |               |       |       |
|  |              |               |               |               |   | Kanada        | Kanada        | 1           |               |               |               |       |       |

### Negyeddöntők
| 2018. november 24. 14:00 |

| Spanyolország                  | 1–1               | Észak-Korea                                  |
| ------------------------------ | ----------------- | -------------------------------------------- |
| Pina 72'                       | (0–0) Jegyzőkönyv | Kim Kyong-yong 74'                           |
| Büntetőpárbaj                  |                   |                                              |
| Hernández López Navarro Nevado | 3–1               | Kim Yun-ok Ri Su-gyong Ri Sin-ok Choe Kum-ok |

| Estadio Profesor Alberto Suppici, Colonia del Sacramento Nézőszám: 675 Játékvezető: Kulcsár Katalin (magyar) |

| 2018. november 24. 17:00 |

| Japán                                   | 1–1               | Új-Zéland                         |
| --------------------------------------- | ----------------- | --------------------------------- |
| Mackay-Wright 31'                       | (1–1) Jegyzőkönyv | Abbott 17'                        |
| Büntetőpárbaj                           |                   |                                   |
| Macuda Kinosita Tomioka Kamija Josizumi | 3–4               | Hahn Wisnewski Brown Stewart Leat |

| Estadio Profesor Alberto Suppici, Colonia del Sacramento Nézőszám: 477 Játékvezető: Jekatyerina Koroljeva (amerikai) |

| 2018. november 25. 16:00 |

| Ghána                         | 2–2               | Mexikó                       |
| ----------------------------- | ----------------- | ---------------------------- |
| Abdulai 46' Teye 75'          | (0–0) Jegyzőkönyv | Pérez 61' (11-esből) 82'     |
| Büntetőpárbaj                 |                   |                              |
| Abdulai Tweneboaa Teye Oppong | 2–4               | Pérez Flores Mauleón Peralta |

| Estadio Charrúa, Montevideo Nézőszám: 477 Játékvezető: Maria Carvajal (chilei) |

| 2018. november 25. 19:00 |

| Németország | 0–1               | Kanada      |
| ----------- | ----------------- | ----------- |
|             | (0–0) Jegyzőkönyv | Huitema 83' |

| Estadio Charrúa, Montevideo Nézőszám: 719 Játékvezető: Salima Mukansanga (ruandai) |

### Elődöntők
| 2018. november 28. 16:00 |

| Új-Zéland | 0–2               | Spanyolország         |
| --------- | ----------------- | --------------------- |
|           | (0–1) Jegyzőkönyv | Pina 39' I. López 48' |

| Estadio Charrúa, Montevideo Nézőszám: 369 Játékvezető: Jamasita Josimi (japán) |

| 2018. november 28. 19:00 |

| Mexikó               | 1–0               | Kanada |
| -------------------- | ----------------- | ------ |
| Pérez 25' (11-esből) | (1–0) Jegyzőkönyv |        |

| Estadio Charrúa, Montevideo Nézőszám: 628 Játékvezető: Anasztaszija Pusztovojtova (orosz) |

### Bronzmérkőzés
| 2018. december 1. 16:00 |

| Új-Zéland        | 2–1               | Kanada         |
| ---------------- | ----------------- | -------------- |
| Wisnewski 1' 13' | (2–0) Jegyzőkönyv | Kazandjian 64' |

| Estadio Charrúa, Montevideo Nézőszám: 1328 Játékvezető: Riem Hussein (német) |

### Döntő
| 2018. december 1. 19:00 |

| Spanyolország | 2–1               | Mexikó     |
| ------------- | ----------------- | ---------- |
| Pina 16' 26'  | (2–1) Jegyzőkönyv | Castro 29' |

| Estadio Charrúa, Montevideo Nézőszám: 5,488 Játékvezető: Riem Hussein (kanadai) |

| A 2018-as U17-es női labdarúgó-világbajnokság győztese |
| ------------------------------------------------------ |
| · Spanyolország · 1. cím                               |

### Díjak
A világbajnokság után a következő díjakat osztották ki:
| Aranylabda         | Ezüstlabda   | Bronzlabda       |
| ------------------ | ------------ | ---------------- |
| Clàudia Pina       | Nicole Pérez | Mukarama Abdulai |
| Aranycipő          | Ezüstcipő    | Bronzcipő        |
| Mukarama Abdulai   | Clàudia Pina | Irene López      |
| Legjobb kapus      |              |                  |
| Cata Coll          |              |                  |
| FIFA Fair Play-díj |              |                  |
| Japán              |              |                  |

## Gólszerzők
8 gól
- Clàudia Pina
- Mukarama Abdulai

3 gól
- Jordyn Huitema
- Nicole Pérez
- Grace Wisnewski
- Irene López

2 gól
- Alice Kameni
- Gisela Robledo
- Gia Corley
- Shekiera Martinez
- Millot Pokuaa
- Itó Szara
- Oszava Haruka
- Kelli Brown
- Kim Kyong-yong
- Eva Navarro
- Sunshine Fontes

1 gól
- Amanda
- Maria Eduarda
- Jheniffer
- Júlia Daltoé
- Jessica De Filippo
- Lara Kazandjian
- Andersen Williams
- Jenni Kantanen
- Aino Vuorinen
- Charlotte Blümel
- Laura Donhauser
- Vanessa Fudalla
- Sophie Weidauer
- Animah Grace
- Fuseina Mumuni
- Suzzy Teye
- Kinosita Momoka
- Tanaka Tomoko
- Jamamoto Júzuki
- Vanessa Buso
- Denise Castro
- Alison González
- Amelia Abbott
- Yun Ji-hwa
- Ri Kum-hyang
- Ko Kyong-hui
- Ri Su-jong
- Kim Yun-ok
- Zethembiso Vilakazi
- Cho Mi-jin
- Paola Hernández
- María Okoye
- Salma Paralluelo
- Mia Fishel
- Belén Aquino
- Esperanza Pizarro

Öngól
- Hannah Mackay-Wright  (Japán ellen)

## További Információk
- Hivatalos honlap Archiválva 2009. február 28-i dátummal a Wayback Machine-ben